# Marînopil, Halîci
Marînopil (în ucraineană Маринопіль) este localitatea de reședință a comunei Marînopil din raionul Halîci, regiunea Ivano-Frankivsk, Ucraina.

## Demografie
Componența lingvistică a localității Marînopil
     Ucraineană (99,21%)
     Alte limbi (0,49%)
Conform recensământului din 2001, majoritatea populației localității Marînopil era vorbitoare de ucraineană (99,21%), existând în minoritate și vorbitori de alte limbi.